# Mitopus ericaeus
Espèce
Mitopus ericaeus est une espèce d'opilions eupnois de la famille des Phalangiidae.

## Distribution
Cette espèce se rencontre en Grande-Bretagne, en Irlande et dans les Pyrénées.

## Description
Les mâles mesurent de 3,5 à 5,0 mm et les femelles de 6,0 à 8,0 mm.

## Systématique et taxinomie
Cette espèce a été décrite par Jennings en 1982.

## Publication originale
- Jennings, 1982 : « A new species of harvestman of the genus Mitopus in Britain. » Journal of Zoology, vol. 198, no 1, p. 1–14.